# 暗影狂奔

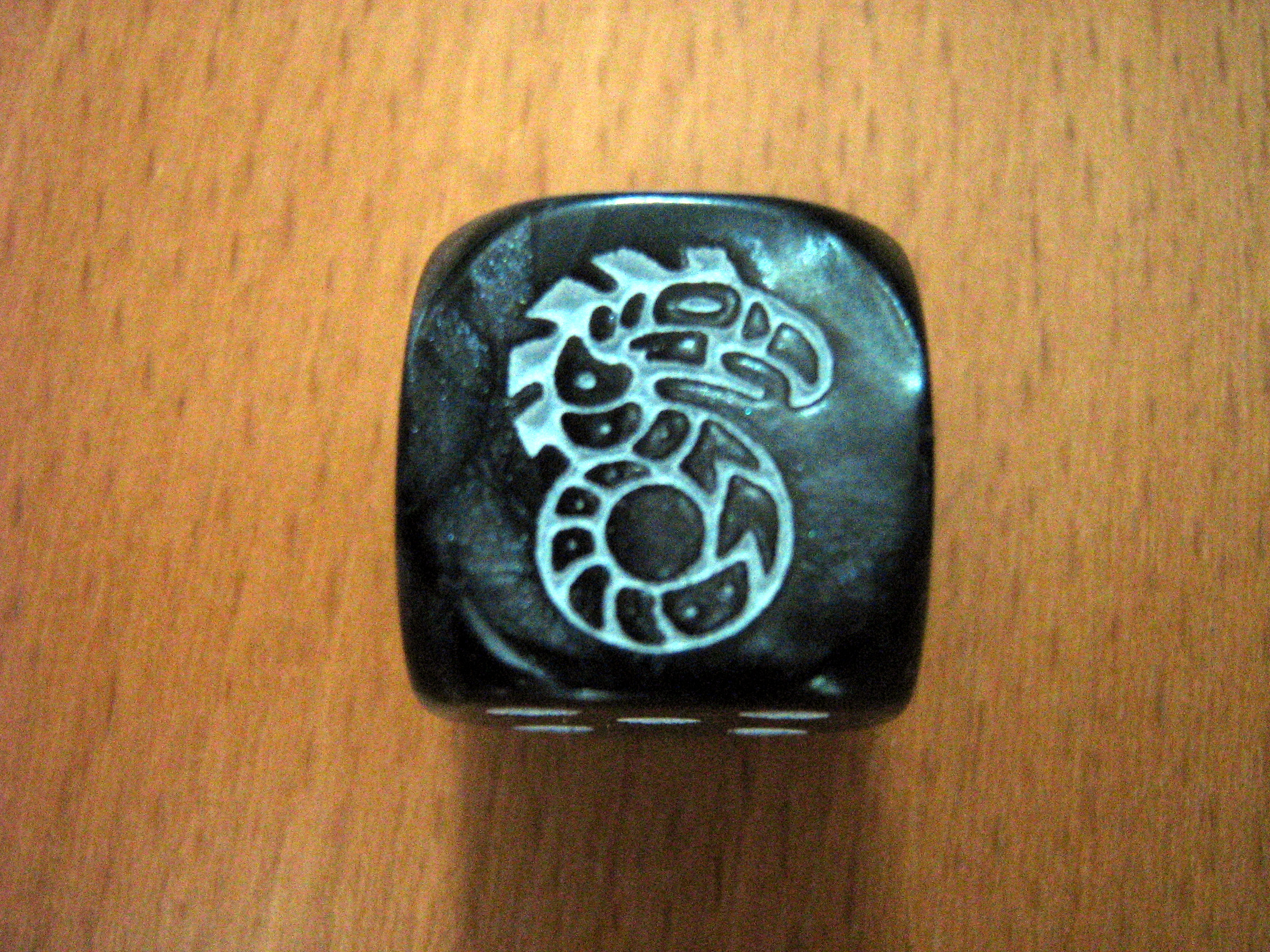
暗影狂奔的戰棋

暗影狂奔（Shadowrun，简称SR）是一款科学奇幻桌上角色扮演游戏，背景设定在近未来的灵气复苏赛博朋克虚构世界中。

## 简介
它融合了赛博朋克、都市幻想和犯罪题材，偶尔也会加入阴谋、恐怖和侦探元素。自1989年问世以来，暗影狂奔一直就是最受欢迎的桌上角色扮演游戏之一。它已经衍生了大量的特许改编作品，包括一系列小说，一款卡片收集游戏，两款桌面战棋游戏，以及多种电子游戏。

这款游戏的标题取自游戏的主要前提——一个被大规模魔法事件破坏的近未来世界，在那里工业间谍的活动和超企之间的战争极度猖獗。狂奔者被用来窃取或入侵竞争对手公司或组织的数据，是竞争对手和黑社会人物使用的主要工具之一。碟客(未来的黑客)可以利用一个身临其境的赛博空间应对危险、敌对的碟客、或破坏人工智能的“入侵对策”——“IC”，街头武士和/或修士经常与赛博植入打交道，魔法师和萨满总是被集火。等待着掮客给与他们他们任务，寻求物理或远程侵入竞争对手组织的权力结构。这第六纪在经历了一系列大难之后，曾经消失的魔法回到了这个世界：以巨龙从富士山飞出为标志，这些巨龙现在通常待在超企的权力高位。

## 外部連結
- Official Shadowrun universe website
- Official Shadowrun tabletop website （页面存档备份，存于）